# Driven to Kill
Driven to Kill is een Amerikaanse actiefilm uit 2009 onder regie van Jeff King en met Steven Seagal in de hoofdrol.

## Verhaal
Voormalig Russisch gangster Ruslan Drachev gaat terug naar zijn geboorteplaats waar zijn dochter Lanie wil gaan trouwen met de zoon van zijn criminele voormalige baas Mikhail Abramov. De huwelijksceremonie loopt uit op een bloedbad en Lanie belandt in kritieke toestand in het ziekenhuis. Uit op wraak neemt Drachev zijn oude levensstijl op en gaat samen met Lanies verloofde Stephan op jacht naar de daders.

## Rolverdeling
| - Steven Seagal - Ruslan Drachev - Dmitry Chepovetsky - Stephan Abramov - Igor Jijikine - Mikhail Abramov - Robert Wisden - Terry Goldstein - Inna Korobkina - Catherine - Zak Santiago - Detective Lavastic - Alexander Rafalski - Alex | - Laura Mennell - Lanie - Aleks Paunovic - Tony - Ingrid Torrance - Detective Norden - Sergei Nasibov - Ilya - Mike Dopud - Boris - Crystal Lowe - Tanya |